# Sminthea arctica
Sminthea arctica är en nässeldjursart som beskrevs av Gustav Hartlaub 1909. Sminthea arctica ingår i släktet Sminthea och familjen Rhopalonematidae.
Artens utbredningsområde är Norra Ishavet. Inga underarter finns listade i Catalogue of Life.